# Mocoiasura suturalis
Mocoiasura suturalis är en skalbaggsart som först beskrevs av Julius Melzer 1931.  Mocoiasura suturalis ingår i släktet Mocoiasura och familjen långhorningar. Inga underarter finns listade i Catalogue of Life.